# Jacobsdal
Jacobsdal este un oraș din Provincia Free State, Africa de Sud.